# 시신경염
시신경염(視神經炎, optic neuritis)은 시신경에 염증이 생기는 병으로, 시각의 전부 또는 일부의 상실을 초래할 수 있다.

## 원인
시신경은 눈의 망막에서 나온 축색으로 구성되어 있으며, 시각적 정보를 1차 시각 영역(primary visual nuclei)으로 전달하는데, 그 대부분은 이를 상(象)으로 바꾸는 후두엽으로 전달된다. 시신경에 염증이 생기면 시신경을 감싸는 미엘린(수초)이 붓고 파괴되어 시각을 잃게 된다. 또한, 축색돌기가 직접적으로 손상되면 많은 경우 신경을 파괴한다.
가장 흔한 병인은 다발성 경화증(multiple sclerosis)이다. 50% 가까운 다발성 경화증 환자들이 시신경염으로 발전하며, 20 ~ 30%의 경우 시신경염은 다발성 경화증의 징후가 된다. 시신경염이 있을 때 뇌 MRI에서 탈수된 백질 병소가 보이는 것은, 임상적으로 다발성 경화증으로 진행하고 있는 강한 예측 변수가 된다. 시신경염이 있으면서 회백질 병변이 있는 환자의 절반은 다발성 경화증이 있다.
시신경염의 다른 원인으로는 감염(ex. 매독, 라임병, 대상포진), 자가 면역 질환들(ex. 홍반성 루푸스), 염증성 장질환, 약제(ex. 클로람페니콜, 에탐부톨)로 인한 맥관염과 당뇨병 등이 있다.

## 증상
주 증상은 갑자기 (일부 또는 전체의) 시각을 잃거나, 시각이 갑자기 흐려지거나 뿌옇게 되고, 해당 눈을 움직일 때에 아프게 된다. 시신경염 환자의 다수는 색각의 일부(특히 붉은색)를 잃을 수 있는데, 다른 눈과 비교했을 때 약간 색이 바랜 것처럼 보인다. 한 연구에서는 환자의 92.2%가 고통을 경험했고, 39.5%는 시각의 상실로 진행되었다.
의학적 검사에서는 시신경의 화농 부위를 검안경으로 쉽게 구별할 수 있다. 어쨌거나, 시신경염에서는 종종 비정상적인 화농 부위가 보이지 않는다. 많은 경우 한쪽 눈만 영향을 받으며, 환자는 의사가 한 쪽 눈을 감거나 가리라고 할 때까지 색각 이상을 알아차리지 못할 수 있다.